# U-Bahnhof Schlump
Der U-Bahnhof Schlump ist ein wichtiger Knotenpunkt im Westen des Hamburger U-Bahn-Netzes. Er befindet sich im Stadtteil Eimsbüttel des Bezirkes Hamburg-Eimsbüttel in direkter Nähe zu Teilen der Hamburger Universität und wird von den U-Bahn-Linien U2 und U3 bedient. Das Kürzel der Station bei der Betreiber-Gesellschaft Hamburger Hochbahn lautet „SL“. Der U-Bahnhof hat täglich 64.794 Ein- und Aussteiger (Mo–Fr, 2019).

## Aufbau

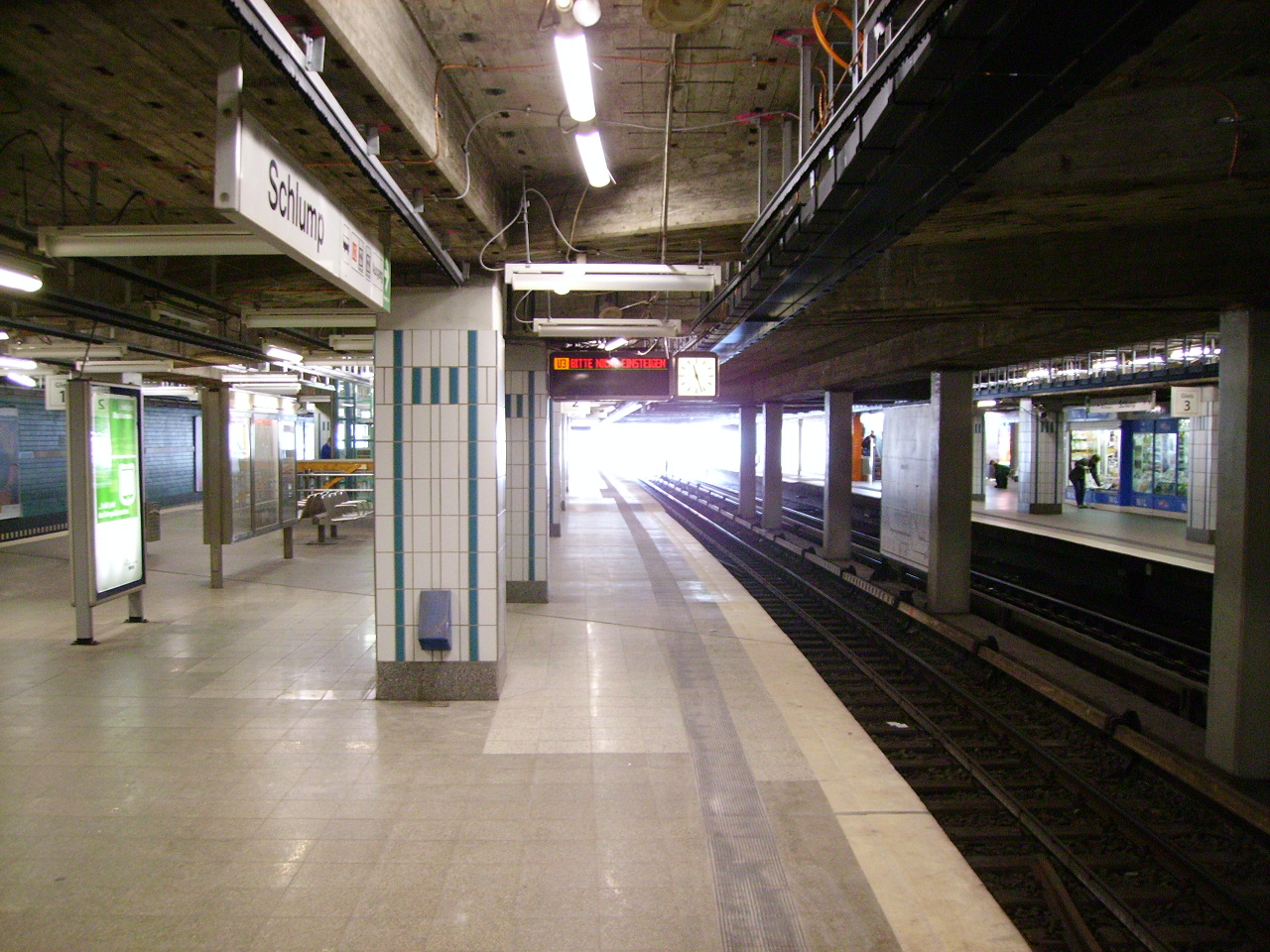
Bahnsteig der U3 (Ebene −1)

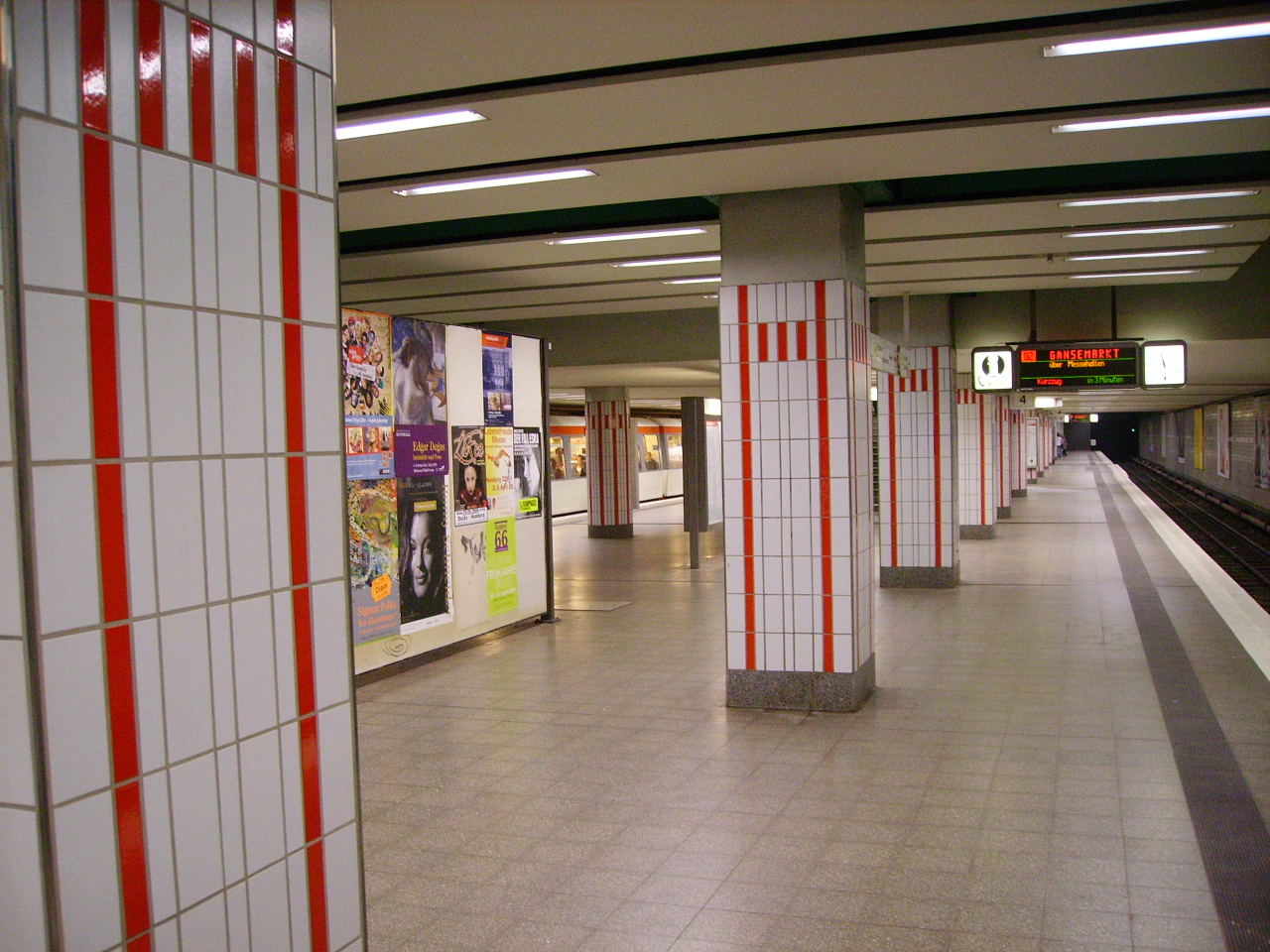
Bahnsteig der U2 (Ebene −2)

Der U-Bahnhof liegt als Turmbahnhof in zwei Ebenen unter der Kreuzung Schäferkampsallee-Schröderstiftstraße/Kleiner Schäferkamp-Beim Schlump.
Schlump ist eine der wenigen Haltestellen der Hamburger U-Bahn, die eine oberirdische Zugangshalle besitzen. Horst Sandtmann entwarf um 1965 eine quadratische Glashalle. Die Gitter-Decke wird von acht außen liegenden Stahlstützen aufgefangen, während die Glasfenster keine tragende Funktion haben. Im Inneren der Halle befinden sich vier Treppenläufe sowie zwei Aufzüge zu den U3-Bahnsteigen; ein weiterer Aufzug verbindet den westlichen U3-Bahnsteig mit dem darunter liegenden U2-Bahnsteig. Der Zugang zum Bahnhof befindet sich von der Kreuzung abgewandt auf der Nordseite der Halle und verfügt über eine kleine Ladenzeile. Hinter der Ladenzeile befindet sich der offene Einschnitt der U3 sowie ein Stellwerk.
In der ersten Tiefebene (Ebene −1) befinden sich zwei Bahnsteige mit drei Gleisen für die Ringlinie U3 (Gleise 1 bis 3). Die beiden äußeren Gleise dienen normalerweise dem durchgehenden Verkehr in Richtung Kellinghusenstraße beziehungsweise Sternschanze, das Mittelgleis wird für das Ein- und Aussetzen von Verstärkerzügen genutzt. Von diesem Gleis geht nördlich der Haltestelle die so genannte Moorkampkurve ab, die als Betriebsgleis die U3 mit der U2 verbindet (Richtung Christuskirche). Dieses seit 1965 nur noch eingleisige Streckenstück war Teil des Eimsbütteler Zweiges der Hochbahn und wurde bis 1973 fahrplanmäßig von der Linie U2 bedient. Grundsätzlich findet seither auf dem Gleis kein öffentlicher Fahrgastverkehr statt. Dennoch gab es seltene Ausnahmen: 1989 erwartete man beim Hafengeburtstag einen so großen Zulauf, dass man Verstärkerzüge als U2/U3 von Niendorf zu den Landungsbrücken einsetzte. Diese Betriebspraxis wiederholte man in der Silvesternacht 1989/90. Zudem gab es einige öffentliche Fahrten mit der neuen Triebwagengeneration „DT5“ über dieses Gleis, als der DT5 in einem Probefahrplan unterwegs war. Anlässlich des Verkehrshistorischen Tages 2009 gab es halböffentliche Fahrten auf diesem Gleis.
In der zweiten Tiefebene (Ebene −2) liegt der Mittelbahnsteig der U2 (Gleise 4 und 5), der etwa im 45°-Winkel zu den Gleisen der U3 verläuft. Hier befinden sich die zwei Richtungsgleise in Richtung Christuskirche und Messehallen. Der U2-Bahnsteig ist nur über den U3-Bahnsteig per fester Treppe, Fahrtreppe und Aufzug erreichbar.
Alle Bahnsteige, auch auf der U3-Ebene, sind mindestens 120 Meter lang und damit für 8- bzw. 9-Wagen-Züge geeignet.

## Geschichte

U-Bahnhof Schlump (1912)

Rückansicht 1912

Als Bestandteil der Ringlinie wurde die Haltestelle Schlump am 25. Mai 1912 eröffnet. Schon damals hatte die Station einen Mittel- und einen außen liegenden Seitenbahnsteig mit zusammen drei Gleisen. Allerdings lag die Station damals – anders als heute – vollständig im gemauerten Einschnitt. Am Südende der Station befanden sich die Treppen, die in eine kleine Vorhalle münden. Das reizvolle Gebäude entstand nach Plänen von Emil Schaudt. Die beiden Bahnsteige waren damals lediglich 67 Meter lang, was in den ersten Betriebsjahren ausreichte. Ab 1. Juni 1913 fuhren von hier auch Pendelzüge zur Christuskirche, womit der erste Abschnitt des Eimsbütteler Zweiges eröffnet wurde. Der Pendelbetrieb wurde in einen Umlaufbetrieb umgestellt, als am 23. Mai 1914 die Reststrecke bis zum Hellkamp fertig wurde, allerdings endeten die Züge weiterhin stets am Schlump auf dem mittleren Gleis. Erst ab 1918 gab es zeitweise weiterfahrende Züge Richtung Rothenburgsort beziehungsweise nach dem Krieg nach Barmbek.
1926/27 wurden die beiden Bahnsteige etwas nach Norden verlängert, damit nunmehr 6-Wagen-Züge eingesetzt werden konnten. Weitere Umbauten aus der Vorkriegszeit sind nicht überliefert. Bereits 1941 wurde das Bahnhofsgebäude beschädigt. Letztlich war zum Kriegsende nur noch ein Torso übrig. Um einen geordneten Betrieb durchzuführen, wurde das Gebäude zunächst mit einem provisorischen Dach versehen, welches das Gebäude architektonisch völlig entstellte. Somit schien es klar, dass die Hochbahn diesen Bahnhof recht bald völlig erneuern würde.
Hans Loop entwarf 1952 einen repräsentativen und mit seinen fünf Gebäudepfeilern und einem Flugdach recht monumentalen Neubau, der bis Mai 1953 die Ruine ersetzte. Im Inneren des Gebäudes wurde auf Zweckmäßigkeit geachtet, doch erhielten die zu den Bahnsteigen führenden Treppen geschwungene und somit sehr elegante Überdachungen. Zusätzlich entstand am nördlichen Ende der beiden Bahnsteige eine schlichte Brücke, über die die Umsteiger direkt den Bahnsteig wechseln konnten.
Dieses Bahnhofsgebäude blieb nur 12 Jahre erhalten: Seit 1962 baut die Stadt Hamburg an dem Projekt „Durchmesserlinie“, einer U-Bahn-Linie von Billstedt nach Stellingen im Sinne der heutigen U2. Hierbei soll die Innenstadt direkt durchquert werden. Der Bahnhof Schlump, so sah es der Plan vor, sollte nun von einem Verzweigungs- zu einem Kreuzungsbahnhof umgestaltet werden. Geographisch war es erforderlich, den neuen Tiefbahnhof im Zuge der Schäferkampsallee anzulegen. Leider lag das bestehende Bahnhofsgebäude dem Umbau im Weg, so dass man sich entschließen musste, den Bau abzureißen. Da das Gebäude planerisch nun kein Hindernis mehr war, konnte man den Bahnhof ganz neu aufbauen: 1966 wurde der U3-Tunnel südlich der Kreuzung geöffnet, um einen provisorischen Bahnhof anzulegen. Als dieser Halt in Betrieb ging, konnte der alte Bahnhof abgerissen werden. Zunächst baute man den neuen Tiefbahnsteig aus, danach wurden anstelle des alten Bahnsteigbereiches zwei neue Bahnsteige angelegt, die nun die inzwischen übliche Bauwerkslänge von 120 Metern erhielten. Neu war die Betondecke, die den größten Teil des neuen Bahnsteigbereiches überdeckt und als Fundament für die neue oberirdische Sandtmann-Halle dient.
Im Mai 1968 war der Umbau beendet, der neue Bahnhof Schlump konnte wieder in Betrieb gehen, wobei der Tiefbahnsteig zunächst noch geschlossen blieb und hinter Holzwänden verborgen war. Betrieblich hatte sich zunächst nichts geändert: weiterhin kamen aus Richtung Sternschanze die mittlerweile so genannten Linien U2 und U3 am Schlump an. Die U3 führt nach Barmbek weiter, während die U2 über die Moorkampkurve einstweilen noch nach Hagenbecks Tierpark weiter führt.
Am 31. Mai 1970 wurde der Tiefbahnsteig eröffnet: Zunächst fuhr dort im eingleisigen Pendelverkehr die U22 Richtung Gänsemarkt. Als die Netzlücke am Jungfernstieg geschlossen wurde, gestaltete man das U-Bahn-Netz um: Die U2 verschwand vom Hafenrand und fuhr nun über die neue Durchmesserlinie und ersetzte hier am Schlump die Interimslinie U22. Zugleich ging die neue Strecke unter der Schäferkampsallee Richtung Christuskirche in Betrieb, womit zugleich die Moorkampkurve aus dem Linienbetrieb herausgenommen werden konnte.
In den 1990er Jahren erhielt Schlump Aufzüge und teilerhöhte Bahnsteige, womit die Haltestelle barrierefrei wurde. 2011 wurde das Dach der Zugangshalle erneuert.

## Anbindung
Am U-Bahnhof Schlump besteht ein Übergang zu verschiedenen Buslinien, darunter auch zu den Metrobus-Linien 4 (über Eimsbüttel nach Eidelstedt bzw. zu dem Hamburger Rathausmarkt) und 15 (über Altona nach Klein Flottbek und Othmarschen bzw. zur Alsterchaussee). Während der nächtlichen Betriebspause der U-Bahn verkehrt die Nachtbus-Linie 603 im 30-Minuten-Takt. Eine Station von StadtRAD Hamburg befindet sich vor dem U-Bahnhof.
| Linie | Verlauf |
| ----- | --- |
| U 2   | Niendorf Nord – Schippelsweg – Joachim-Mähl-Straße – Niendorf Markt – Hagendeel – Hagenbecks Tierpark – Lutterothstraße – Osterstraße – Emilienstraße – Christuskirche – Schlump – Messehallen – Gänsemarkt (Oper) – Jungfernstieg – Hauptbahnhof Nord – Berliner Tor – Burgstraße – Hammer Kirche – Rauhes Haus – Horner Rennbahn – Legienstraße – Billstedt – Merkenstraße – Steinfurther Allee – Mümmelmannsberg                                                                        |
| U 3   | Barmbek – Saarlandstraße – Borgweg (Stadtpark) – Sierichstraße – Kellinghusenstraße – Eppendorfer Baum – Hoheluftbrücke – Schlump – Sternschanze – Feldstraße (Heiligengeistfeld) – St. Pauli – Landungsbrücken – Baumwall (Elbphilharmonie) – Rödingsmarkt – Rathaus – Mönckebergstraße – Hauptbahnhof Süd – Berliner Tor – Lübecker Straße – Uhlandstraße – Mundsburg – Hamburger Straße – Dehnhaide – Barmbek – (in Planung Fuhlsbüttler Straße –) Habichtstraße – Wandsbek-Gartenstadt |